# Островка (Северо-Казахстанская область)
Островка (каз. Островка) — упразднённое село в Жамбылском районе Северо-Казахстанской области Казахстана. Упразднено в 2018 г. Входило в состав Пресновского сельского округа. Код КАТО — 594630200.

## География
Расположено между озёрами Горькое и Питное.

## Население
В 1999 году население села составляло 298 человек (152 мужчины и 146 женщин). По данным переписи 2009 года, в селе проживало 97 человек (50 мужчин и 47 женщин).